# Altstädtische Hauptwache

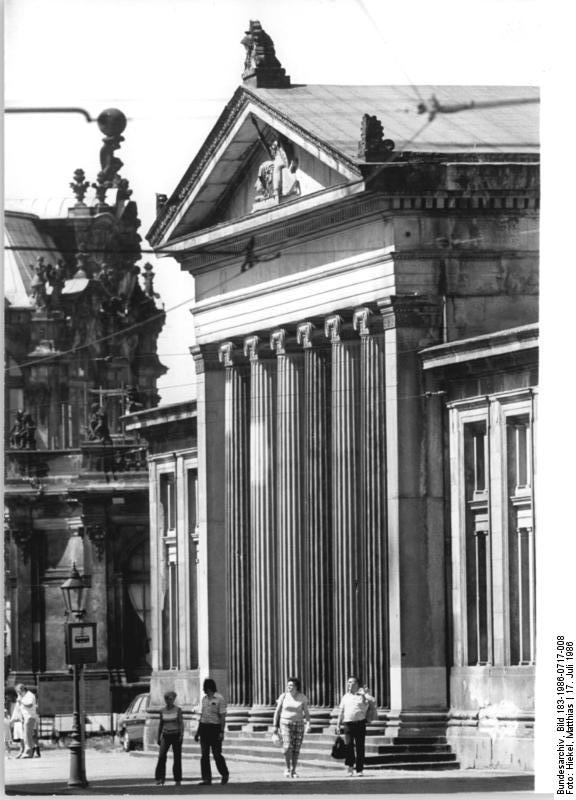
Portal der Schinkelwache (1986)

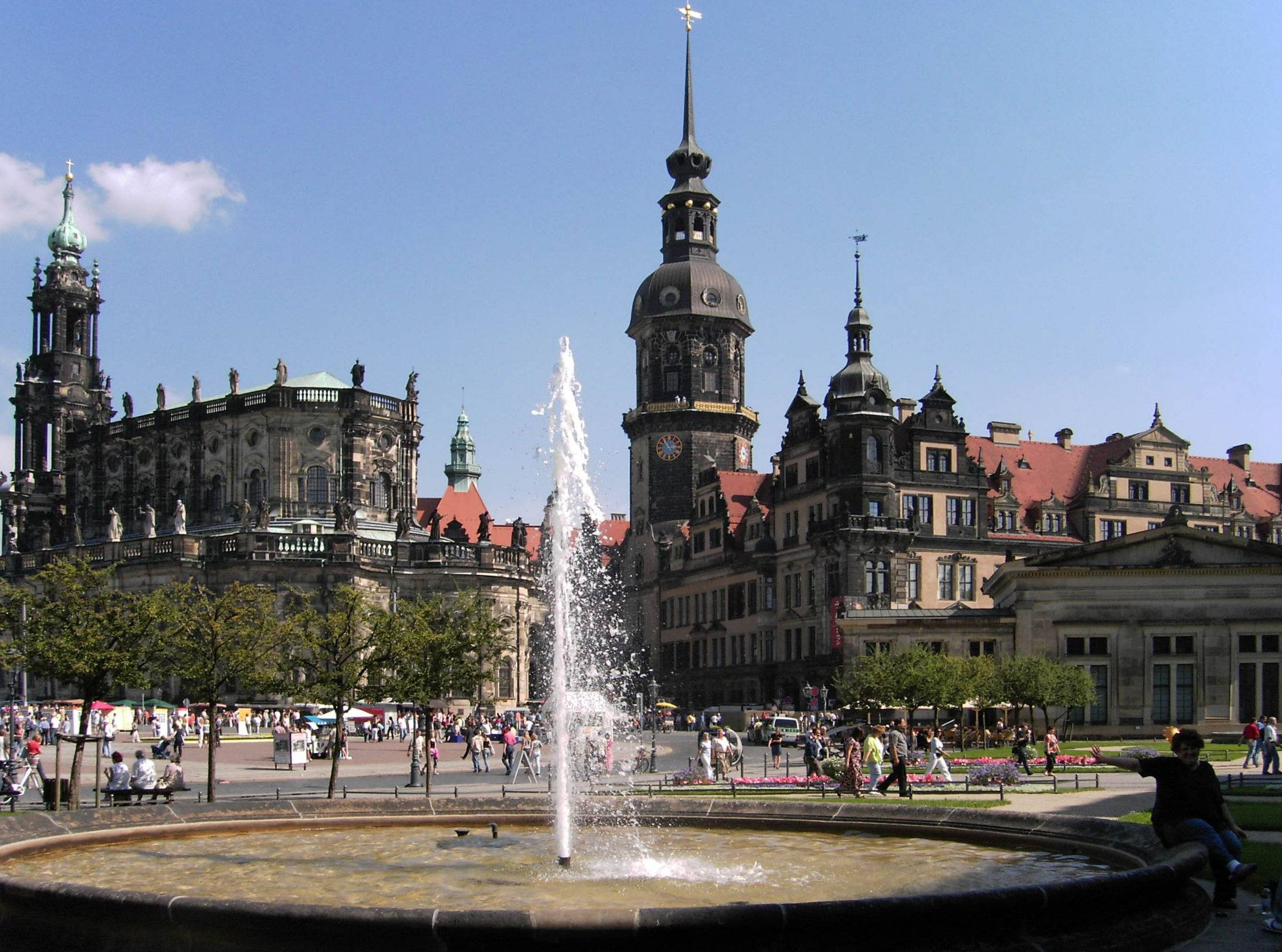
Altstädtische Hauptwache (rechts) mit dem Residenzschloss und der Katholischen Hofkirche

Die Altstädtische Hauptwache, auch bezeichnet als Altstädter Wache, Schinkelwache (nach Karl Friedrich Schinkel) oder Neue Hauptwache, ist ein Gebäude in der Dresdner Innenstadt.

## Lage
Die Altstädtische Hauptwache befindet sich in der Inneren Altstadt Dresdens an einer exponierten Stelle auf dem Theaterplatz. Sie steht in dessen südlicher Ecke am Beginn der Sophienstraße, zwischen der Gemäldegalerie und dem Westflügel des Schlosses. Weitere Gebäude in Sichtweite sind die Semperoper, die Katholische Hofkirche, das Italienische Dörfchen und das Taschenbergpalais.

## Gebäude
Das Bauwerk zeigt sich im streng eingehaltenen Stil des späten Berliner Klassizismus beziehungsweise der Schinkelschule und steht damit außerhalb der Dresdner Bautradition. In der Innenstadt gibt es keine vergleichbaren Bauwerke. Das Schloss Albrechtsberg und das Lingnerschloss etwas abseits des Stadtzentrums entsprechen noch am ehesten diesem Baustil. Als erstes Dresdner Gebäude wurde es aus massivem Cottaer Sandstein errichtet, offensichtlich nach dem Vorbild eines Ionischen Tempels. Die Altstädter Wache wirkt deutlich graziler als die Neue Wache in Berlin und ist wesentlich kleiner als die sie umgebenden Bauwerke. Die Baumeister nahmen damit wohl Rücksicht auf das Barock- und Renaissance-Umfeld des Theaterplatzes, in das sich das Gebäude zwar schwierig, aber nicht ohne Reiz einfügt.
Flankiert von zwei niedrigeren dreiachsigen Seitentrakten, die mit flachen Satteldächern gedeckt sind, erreicht der als Antentempel gestaltete Mittelteil der Schinkelwache ein den antiken griechischen Tempeln ähnliches Gestaltungsmaß. Der Portikus an der Schlossseite mit seiner Vorhalle hat sechs Ionische Säulen. Der Dreiecksgiebel dieser südöstlichen Gebäudefront ist unauffällig mit der Saxonia von Joseph Herrmann geschmückt, den Nordwestgiebel ziert der Mars von Franz Pettrich. Rundum verläuft ein Architrav mit Kranzgesims.

## Geschichte

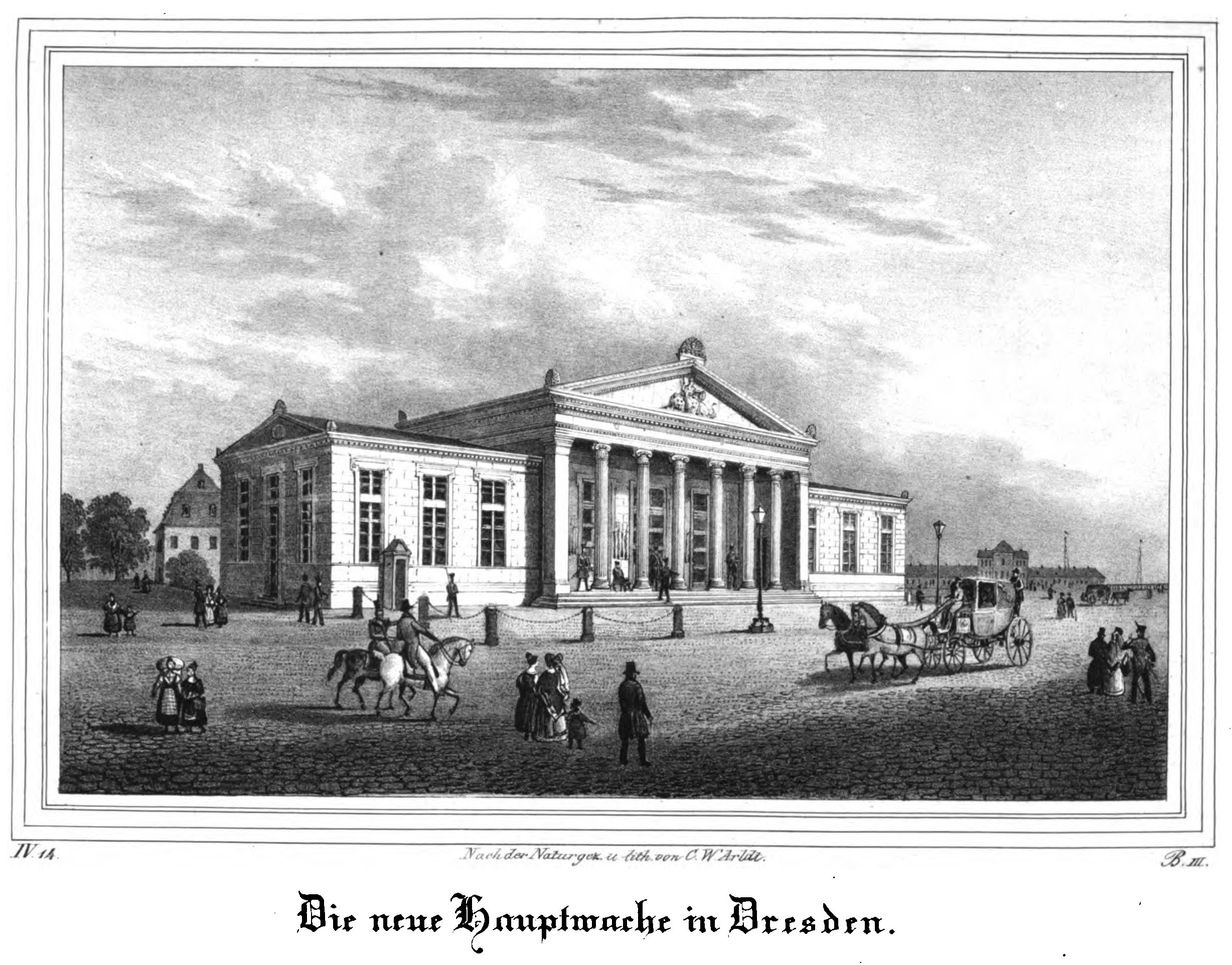
„Neue Hauptwache“ in den 1830er Jahren

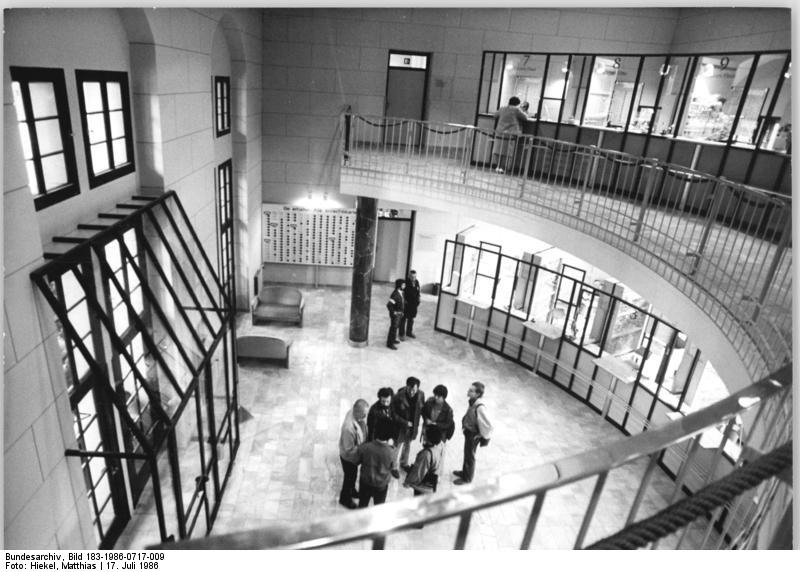
Neues „Innenleben“ der Dresdner Schinkelwache am Theaterplatz (1986)

Die Vorgängergebäude der Neuen Hauptwache waren zunächst die Alte Hauptwache am Neumarkt, später die Galeriewache zwischen Zwinger und Schloss und anschließend ein provisorischer Fachwerkbau zwischen Elbe und Katholischer Hofkirche. Sie wurden allesamt als städtische Polizeiwachen genutzt. Die Entwürfe für die Altstädtische Hauptwache am Theaterplatz stammten von Karl Friedrich Schinkel, weshalb sie auch Schinkelwache genannt wird. Errichtet wurde sie von 1830 bis 1832 unter Leitung von Joseph Thürmer. Der sogenannte Sempersche Forumsplan sah bereits um 1840 eine Versetzung des Gebäudes ans Elbufer vor, kam jedoch nicht zur Ausführung. Seit der Zerstörung des Palais Serre während der Luftangriffe auf Dresden ist es der einzige erhaltene Schinkelbau in der Stadt.
Auch die Altstädter Wache wurde am 13. Februar 1945 zerstört und brannte völlig aus. Der Wiederaufbau erfolgte jedoch schon zehn Jahre später und wurde 1956 vollendet. Das Äußere wurde originalgetreu, das Innere in moderner Art und Weise hergerichtet. Das Gebäude nutzte man danach für Verwaltungszwecke. Seit der Wiedereröffnung der benachbarten Semperoper im Jahre 1985 beherbergt es deren Vorverkaufsstelle. Seit einer erneuten Restaurierung zwischen 1993 und 1996 sind hier neben Kasse und Anrechtsbüro der Semperoper eine Touristeninformation sowie ein Café untergebracht. Seit 2023 befindet sich hier das Opera Dining&Bar.